# Eunice Sum
Pour les articles homonymes, voir Eunice et Sum.
Eunice Jepkoech Sum (née le 10 avril 1988 à Uasin Gishu) est une athlète kényane, spécialiste du 800 mètres. Championne du monde en 2013, elle remporte les championnats d'Afrique et les Jeux du Commonwealth en 2014.

## Biographie
Repérée par Janeth Jepkosgei, championne du monde du 800 m en 2007, Eunice Sum se consacre pleinement à l'athlétisme en 2009 après avoir donné naissance à son premier enfant en 2008. Elle est la cousine du demi-fondeur Alfred Yego.
Elle fait ses débuts sur la scène internationale en 2010 lors des championnats d'Afrique de Nairobi où elle s'incline en demi-finale du 800 m. 
En juillet 2011, à Nairobi, elle descend pour la première fois de sa carrière sous les 2 minutes en portant son record personnel à 1 min 59 s 66. Sélectionnée dans l'équipe du Kenya pour les championnats du monde 2011, à Daegu, elle s'incline au stade des demi-finale en approchant son record personnel (1 min 59 s 94). 
Eunice Sum remporte la médaille d'argent du 800 mètres lors des championnats d'Afrique 2012 à Porto-Novo au Bénin, terminant à 2/100e de seconde de la Burundaise Francine Niyonsaba en 1 min 59 s 13 (nouveau record personnel). Elle participe aux Jeux olympiques de Londres, dans l'épreuve du 1 500 mètres, mais échoue de nouveau aux portes de la finale.
En août 2013, lors des championnats du monde de Moscou, Eunice Sum crée la surprise en parvenant à devancer toutes les favorites au podium. Elle s'impose en finale dans le temps de 1 min 57 s 38 en devançant notamment la tenante du titre russe Mariya Savinova et l'Américaine Brenda Martinez. Elle devient à cette occasion la deuxième athlète kényane après Janeth Jepkosgei en 2007 à remporter le titre mondial sur la distance du 800 m. Vainqueur par la suite du DN Galan à Stockholm, elle remporte la Ligue de diamant 2013 grâce à sa victoire au Weltklasse de Zurich en 1 min 58 s 82.
Médaillée d'argent du relais 4 × 800 m lors des premiers relais mondiaux à Nassau, elle remporte en juillet 2014 le titre du 800 m des Jeux du Commonwealth, à Glasgow, dans le temps de 2 min 0 s 31. Quelques jours plus tard, à Marrakech, elle décroche son premier titre continental en devenant championne d'Afrique, en 1 min 59 s 45, devant Janeth Jepkosgei. Elle remporte la Ligue de diamant 2014 en s'imposant notamment lors des quatre premiers meetings de la saison, à Doha, Rome, Oslo et Lausanne, et en descendant à chaque fois sous les 2 minutes. Lors du meeting de Monaco, fin juillet, elle améliore son record personnel avec le temps 1 min 57 s 92, mais est devancée par l'Américaine Ajee Wilson qui réalise la meilleure performance mondiale de l'année en 1 min 57 s 67. En fin de saison 2014, elle remporte la coupe continentale à Marrakech.
En 2015, Eunice Sum remporte les meetings Ligue de diamant de Shanghai et de Eugene (1 min 57 s 82). Début juillet, lors du Meeting Areva de Saint-Denis, elle établit la meilleure performance mondiale de l'année et améliore de près d'une seconde son record personnel en 1 min 56 s 99.
Elle se classe 5e des championnats du monde 2019 à Doha sur 800 m.

## Palmarès
| Date | Compétition               | Lieu             | Résultat | Épreuve   | Temps         |
| ---- | ------------------------- | ---------------- | -------- | --------- | ------------- |
| 2012 | Championnats d'Afrique    | Porto-Novo       | 2e       | 800 m     | 1 min 59 s 13 |
| 2013 | Championnats du monde     | Moscou           | 1re      | 800 m     | 1 min 57 s 38 |
| 2013 | Ligue de diamant          | Ligue de diamant | 1re      | 800 m     | détails       |
| 2014 | Relais mondiaux de l'IAAF | Nassau           | 2e       | 4 x 800 m | 8 min 4 s 28  |
| 2014 | Jeux du Commonwealth      | Glasgow          | 1re      | 800 m     | 2 min 0 s 31  |
| 2014 | Championnats d'Afrique    | Marrakech        | 1re      | 800 m     | 1 min 59 s 45 |
| 2014 | Coupe continentale        | Marrakech        | 1re      | 800 m     | 1 min 58 s 21 |
| 2014 | Ligue de diamant          | Ligue de diamant | 1re      | 800 m     | détails       |
| 2015 | Championnats du monde     | Pékin            | 3e       | 800 m     | 1 min 58 s 18 |
| 2015 | Ligue de diamant          | Ligue de diamant | 1re      | 800 m     | détails       |
| 2016 | Ligue de diamant          | Ligue de diamant | 3e       | 800 m     | détails       |
| 2019 | Championnats du monde     | Doha             | 5e       | 800 m     | 1 min 59 s 71 |

## Records
| Épreuve | Performance   | Lieu        | Date           |
| ------- | ------------- | ----------- | -------------- |
| 800 m   | 1 min 56 s 99 | Saint-Denis | 4 juillet 2015 |
| 1 500 m | 4 min 01 s 54 | Eugene      | 31 mai 2014    |